# The Water Is Wide
Píseň The Water Is Wide (česky Voda je široká), která byla původně známá jako O Waly, Waly (česky Běda, běda), je skotského původu. Dochované zmínky sahají až k roku 1600.
Cecil Sharp vydal píseň ve sbírce Folk Songs From Somerset v roce 1906. Vycházel z Childovy balady 204 Jamie Douglas z roku 1776, v níž se vypráví o nešťastném konci manželství Jamese Douglase s Barbarou Erskineovou v roce 1681. Jako klíčový předek písně The Water Is Wide je brána lyrická Waly, Waly, Gin Love Be Bonny z roku 1724.

## Verze
Melodii použili skladatelé vážné hudby:
- Benjamin Britten O Waly, Waly skladba pro klavír a zpěv v roce 1948
- John Rutter ve třetí větě Suite For Strings v roce 1973

Také byla napsána řada křesťanských textů na tuto melodii:
- John Bell – When God Almighty came to Earth v roce 1987
- F. Pratt Green – An Upper Room did our Lord Prepare v roce 1974
- Hal H. Hopson – The Gift of Love
- Mack Wilberg zaranžoval tuto melodii na báseň Thou Gracious God od Olivera Wendella Holmese Sr. pro Mormonský chrámový sbor vydanou na albu Peace Like a River v roce 2004

Dále tuto píseň nahrála v různých úpravách řada klasických zpěváků.
Jako The Water Is Wide ji nahrála celá plejáda interpretů, mimo jiné: Pete Seeger, Bob Dylan, Joan Baez. Existují také popové a folkové verze s mnoha různými texty a aranžemi pod různými názvy.
například:
- skupina The Kingston Trio v roce 1961 jako The River Is Wide
- skupina The New Christy Minstrels na albu Ramblin v roce 1963 pod názvem Last Farewell
- skupina Peter, Paul and Mary v roce 1964 jako There Is a Ship
- Neil Young na albu Ragged Glory v roce 1990 pod názvem Mother Earth (Natural Anthem)
- Renaud na albu Marchand de cailloux v roce 1991 francouzskou verzi pod názvem La ballade nord-irlandaise

Také existuje řada jazzových verzí:
- Sheila Jordan na albu Lost and Found z roku 1989
- skupina Oregon vydala v roce 2017 na albu Lantern orchestrální verzi

## České verze
- Waldemar Matuška ji vydal v roce 1969 na singlu Houpavá/Vracím se rád a v roce 1972 na albu Johoho s textem Ivo Fischera s názvem Vracím se rád
- Spirituál kvintet s textem Jiřího Tichoty pod názvem Širý proud ji nahrál v roce 1970. Tato česká verze se stala nejznámější a do svého repertoáru ji zařadilo více interpretů.[1]
- Rangers ji v roce 1970 vydali na albu Rangers II s textem Petry Černocké s názvem Rákosí. Nahrávky interpretované Petrou Černockou jsou pozdějšího data.
- Rangers ji později nahráli ještě s textem Petra Rady s názvem Dej bože můj
- Pavel Žalman Lohonka ji vydal v roce 1993 na albu Písně sebrané pod stolem s vlastním textem s názvem Barevný šál